# Hanna Jedvik
Hanna Klara Jedvik, född 30 december 1975 i Askim, är en svensk författare, litteraturkritiker och kulturjournalist. Hon debuterade 2010 med ungdomsromanen Snart är jag borta på Rabén & Sjögren. I augusti 2012 kom hennes andra roman Kurt Cobain finns inte mer. 

## Biografi
Jedvik flyttade till Värmland vid fyra års ålder och är mestadels uppvuxen i Karlstad. Sedan 1995 är hon bosatt i Göteborg, där hon sedan 2001 varit verksam som journalist på bland annat Sveriges Radio, Göteborgs-Posten och Sveriges Television. Främst har Jedvik varit anställd på Sveriges Radio, där hon har jobbat på kulturredaktionen och programmen Kulturnytt i P1, P1 Kultur och Kulturnytt i P4. Andra radioprogram som Jedvik har arbetat med är Frank i P3, Morgonpasset helg, Hannas Ekotripp, Hallå i P3 och P3 Känner.
Utöver sitt författarskap har hon även varit anställd universitetsadjunkt på journalistutbildningen på JMG vid Göteborgs universitet. Detta var åren 2012 och 2016. 
Den 26 september 2013 utsågs Jedvik till Årets värmlandsförfattare.

## Utmärkelser
- Årets värmlandsförfattare 2013
- Göteborgs stads kulturstipendium 2021
- Nominering Nils Holgersson-plaketten 2021
- Adlebertska konstnärsstipendiet 2022